# 健康权

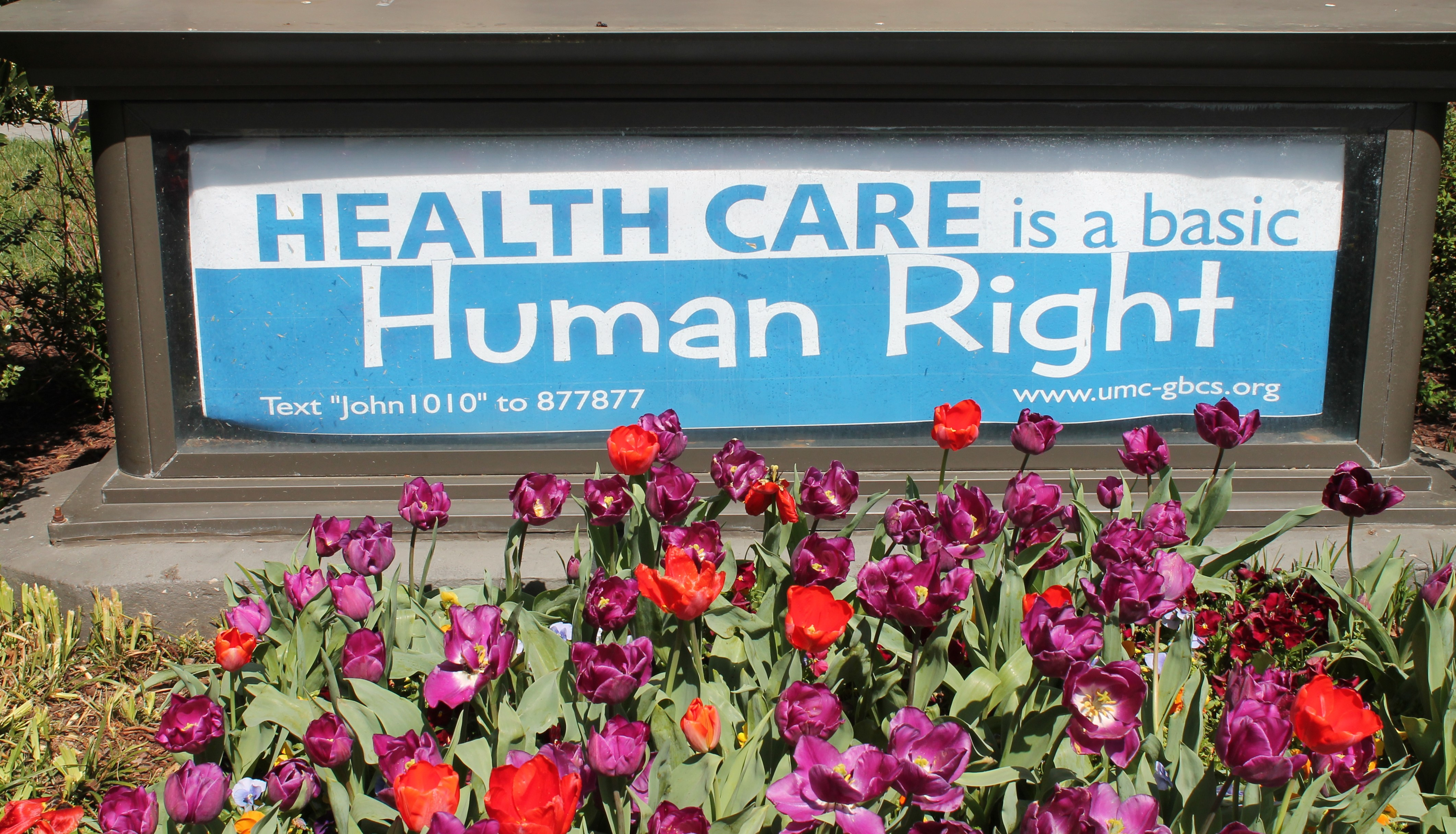
健康照护是一个基本的人权

健康权（英语：Right to health），也称为身心健康权（英文：Right to physical and mental health），是一项有关生理和心里健康的人权。健康权概括了自由和权利两方面。健康的自由指的是每个人都有权控制自己的健康和身体并且不受任何干涉。健康的权利指的是每个人都有权享有某种健康保障制度，使每个人有均等机会享受最高而能获致之健康水平。 社会及文化权利委员会《第14号一般性意见》里提到：“健康是行使其他人权不可或缺的一项基本人权。每个人都有权享有能够达到的有益于体面生活的最高标准的健康……”。《世界人权宣言》的第25条提到：“人人有权享受为维持他自己个儿和家里人的健康和福利所需的生活水准……”。

## 概述
健康权是一项包含广泛的权利，不仅包括及时和适当的卫生保健，还包括健康的基本决定因素。这包括：
- 有供应充足的安全食品、营养和住房

- 获取安全的饮用水和适当卫生设施

- 有健康的职业和环境条件

- 获取健康相关的教育和信息，包括关于性健康和生殖健康的教育和信息。

健康权是个宽泛的概念，可以细分为更具体的权利，例如：
- 孕产妇、儿童和生殖健康

- 知情同意，身体完整以及免受酷刑、虐待和有害做法的自由

- 健康的自然和工作环境

- 疾病的预防、治疗和控制，包括对基本药物的获取

- 获取安全的饮用水

## 历史

### 《世界卫生组织组织法》
于1946年6月19日至7月22日，在纽约召开的国际卫生会议里，由61个国家代表签署通过了《世界卫生组织组织法》，并于1948年4月7日正式生效。组织法中宣告了9项关于健康权的原则，并且作为各民族幸福，和睦，与安全的基础。 下列该组织法的9项原则：

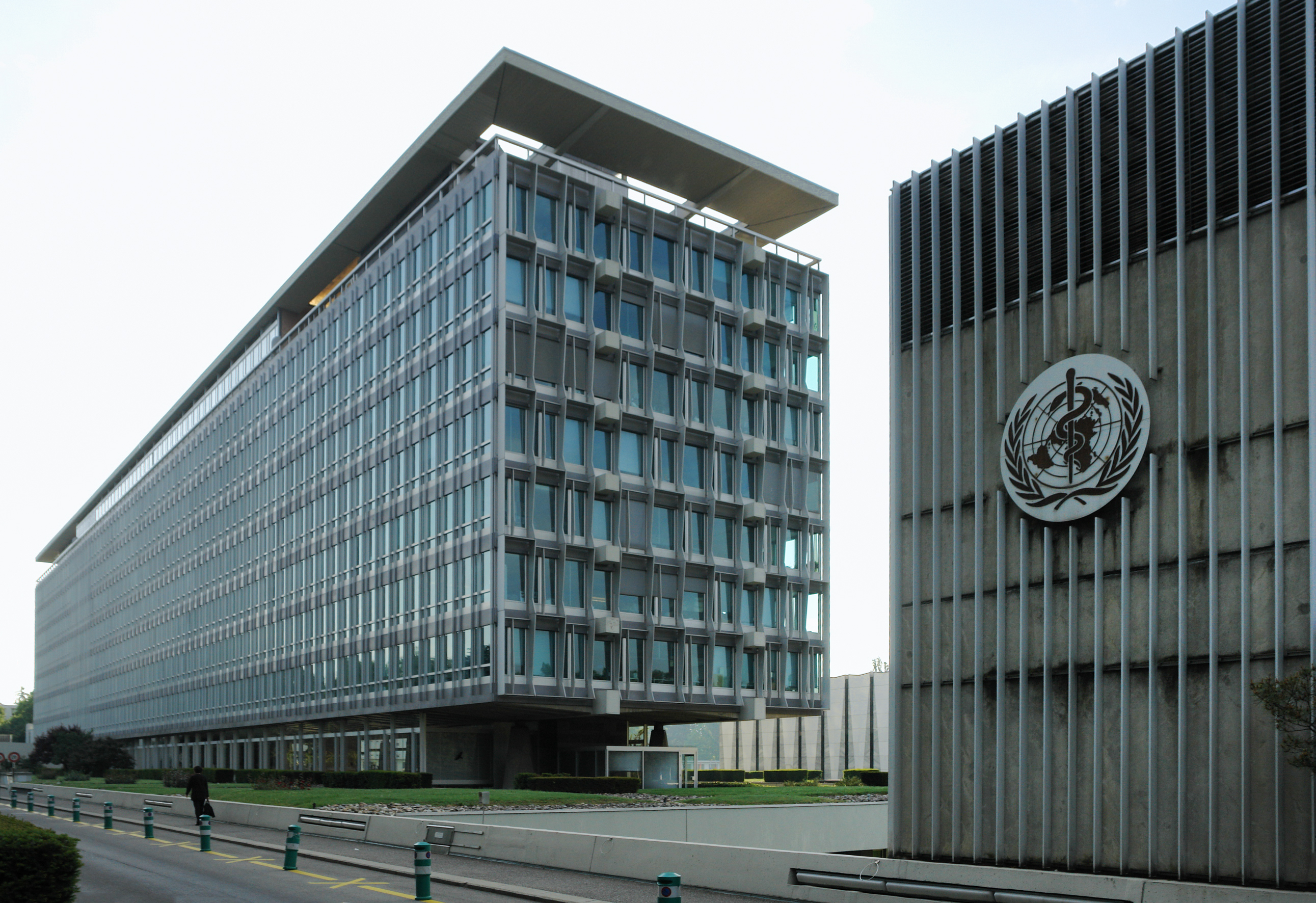
世界卫生组织位于瑞士日内瓦的总部大楼

1. 健康不仅为疾病或羸弱之消除，而系体格，精神与社会之完全健康状态。
2. 享受最高而能获致之健康标准，为人人基本权利之一。不因种族， 宗教，政治信仰，经济或社会情境各异，而分轩轾。
3. 各民族之健康为获致和平与安全之基本，须赖个人间与国家间之通 力合作。
4. 任何国家促进及保护健康之成就，全人类实利赖之。
5. 各国间对于促进卫生与控制疾病，进展程度参差，实为共同之危祸。 而以控制传染病程度不一为害尤甚。
6. 儿童之健全发育，实属基要。使能于演变不息之整个环境中融洽生 活，对儿童之健全发展实为至要。
7. 推广医学，心理学及有关知识之利益于各民族，对于健康之得达完 满，实为至要。
8. 一般人士之卫生常识与积极合作，对人民卫生之改进，极为重要。
9. 促进人民卫生为政府之职责; 完成此职责，唯有实行适当之卫生与 社会措施。

### 《世界人权宣言》
于1948年12月10日,《世界人权宣言》 由来自世界各个地区不同法律和文化背景的代表起草，在巴黎召开的大会会议上以第217A(III)号决议通过。该宣言的第25条提到：“人人有权享受为维持他本人和家属的健康和福利所需的生活水准，包括食物、衣着、住房、医疗和必要的社会服务；在遭到失业、疾病、残废、守寡、衰老或在其他不能控制的情况下丧失谋生能力时，有权享受保障。”

### 《经济、社会及文化权利国际公约》
1966年12月16日联合国大会的第2200A(XXI)号决议通过并开放给各国签字、批准和加入了《经济、社会及文化权利国际公约》。此公约按照第27条的规定，于1976年1月3日生效。
该公约第12条提到规定缔约国必须确认人人有权享受可能达到之最高标准的身心健康。此外，缔约国为求充分实现健康所采取的步骤，应包括为达成四项所必要的措施： 
1. 设法减低死产率及婴儿死亡率，并促进儿童的健康发育
2. 改良环境及工业卫生的所有方面
3. 预防、疗治及扑灭各种传染病、风土病、职业病及其他疾病
4. 创造环境，确保人人患病时均能享受医药服务与医药护理

## 国家的义务

### 《第14号一般性意见》
经济、社会及文化权利委员会《第14号一般性意见》定义了缔约国为在国家一级落实健康权而须履行的义务。三项具体义务包括“尊重”、“保护”以及“实现”。

#### 义务尊重健康权
各国有义务尊重健康权，升为一个缔约国绝对不可以：
- 剥夺或限制所有人得到预防、治疗和减轻痛苦的卫生服务的平等机会
- 采取或推行有歧视性做法的国家政策（例如：歧视妇女、囚犯和被拘留者、少数群体、寻求庇护者和非法移民）
- 禁止或阻挠传统的预防护理、治疗办法和医药
- 销售不安全的药品和采用带有威胁性的治疗办法， 除非是在特殊情况下为治疗精神病或预防和控制传染病
- 限制得到避孕和其他保持性健康和生育卫生手段的途径
- 审查、扣押或故意提供错误的健康信息，包括性教育及有关信息
- 阻止人民参与健康方面的事务
- 违法污染空气、水和土壤等
- 作为惩罚性措施限制得到卫生服务

#### 保护的义务
保护的义务，主要包括各国有责任通过法律或采取其他措施。 各国必须保证：
- 有平等的机会，得到第三方提供的卫生保健和卫生方面的服务
- 保证卫生部门的私营化不会威胁到提供和得到卫生设施、商品和服务，以及这些设施、商品和服务的可接受程度和质量
- 第三方营销的医疗设备和药品收到控制
- 开业医生和其他卫生专业人员满足适当的教育、技能标准和职业道德准则
- 有害的社会或传统习俗不能干预获得产前和前后护理和计划生育
- 阻止第三方胁迫妇女接受传统习俗（例如：女性生殖器残割）
- 采取措施，在性暴力表现上，保护社会中的各种脆弱和边缘群体， 特别是妇女、儿童、青少年和老年人
- 第三方不得限制人民得到卫生方面的信息和服务

#### 实现的义务
实现的义务， 指的是缔约国在国家的政治和法律制度必须中充分承认健康权，最好是通过法律的实施并通过国家的卫生政策，制定实现健康权的详细计划。各国必须保证：
- 提供卫生保健，包括对主要传染病的免疫计划
- 所有人都能平等地获得基本健康要素，比如富于营养的安全食物和清洁饮水、基本的卫生条件和适当的住房和生活条件
- 公共卫生基础设施应提供性和生育卫生服务，包括母亲的安全知识，特别是在农村地区
- 医生和其他医务人员经过适当培训，提供足够数量的医院、诊所和其他卫生设施，促进和支持建立提供咨询和精神卫生服务的机构，并充分注意到在全国的均衡分布

## 外部連結
世界卫生组织 （页面存档备份，存于）